# Brayton, England
Brayton är en ort och civil parish i Storbritannien.   Den ligger i grevskapet North Yorkshire och riksdelen England, i den centrala delen av landet, 260 km norr om huvudstaden London. Brayton ligger 8 meter över havet och antalet invånare är 2 913.
Terrängen runt Brayton är mycket platt. Runt Brayton är det ganska tätbefolkat, med 120 invånare per kvadratkilometer. Närmaste större samhälle är Selby, 2,5 km nordost om Brayton. Trakten runt Brayton består till största delen av jordbruksmark.